# Американський олень білохвостий
Американський олень білохвостий (Odocoileus virginianus) — вид роду Odocoileus, найпоширеніший вид родини оленевих в Північній Америці. Він помітно менший і витонченіший за вапіті (підвиду благородного оленя), який зустрічається переважно в тих самих регіонах.

## Зовнішній вигляд

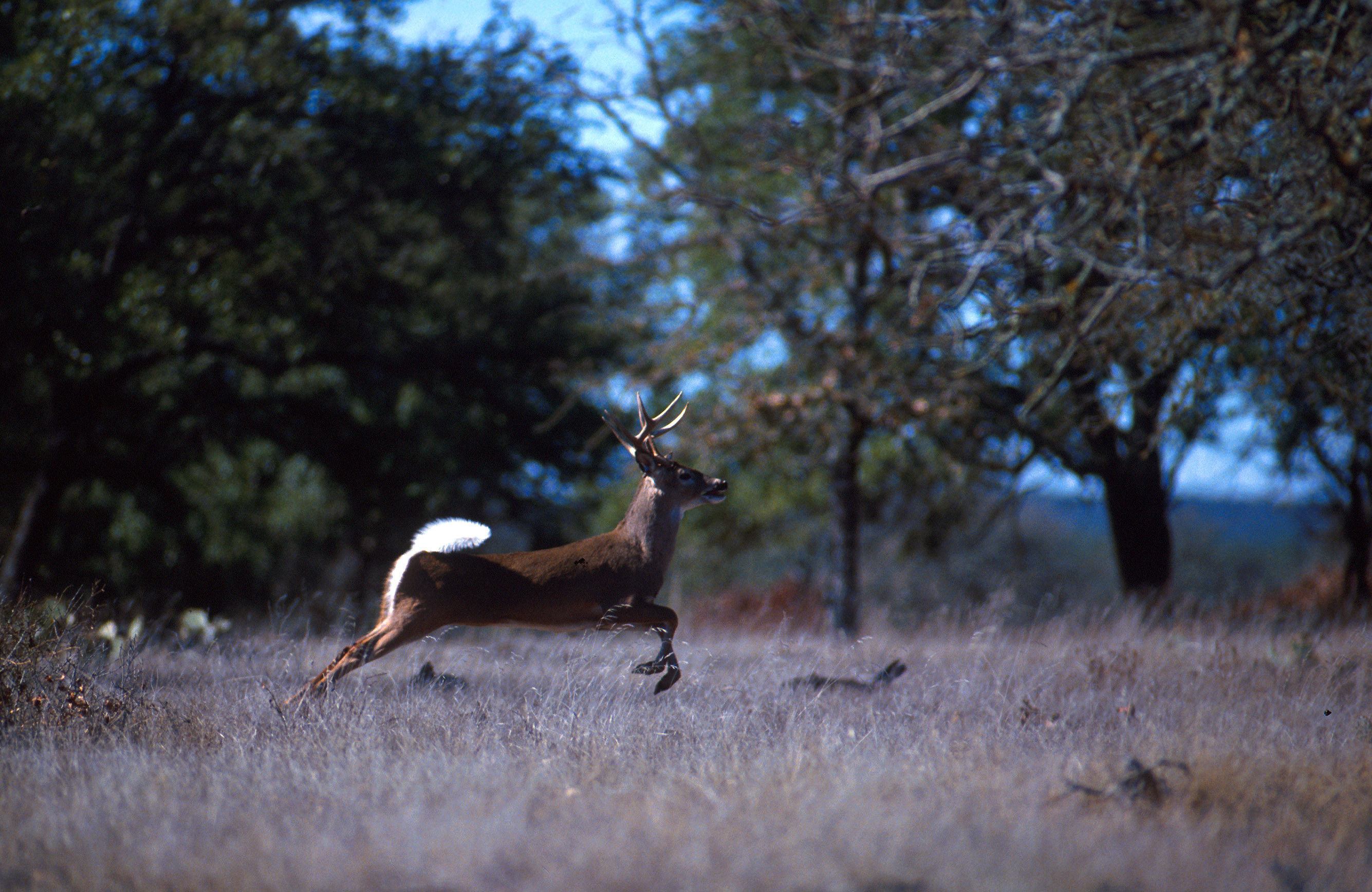
Білохвостий олень, що біжить полем

Взимку шерсть яскраво-сіра, а влітку набуває червонуватого відтінку, зверху трохи сильніше, ніж знизу.
Своєю назвою цей вид пов'язаний із забарвленням хвоста, верхня сторона якого коричнева, а нижня — біла. Тікаючи, цей олень підіймає хвоста, сигналізуючи родичам про небезпеку. Роги носять тільки самці. Після шлюбного сезону вони скидають роги, а на їх місці починають утворюватися нові. Обидва роги мають форму півмісяця, опуклого вперед і в сторони. На кожному з рогів від шести до семи відростків.
Величина білохвостого оленя варіює залежно від підвиду. У тварин, що мешкають на півночі США, висота в загривку становить 1,0-1,1 м, а вага самця становить від 100 до 150 кг. Самиці трохи менші і легші. У міру просування на південь, підвиди стають менше. На островах Флорида-Кіс живуть білохвості олені з середньою величиною в холці 60 см і вагою 35 кг, що є наслідком острівної карликовості. Тривалість життя становить приблизно десять років.

## Поширення
Білохвостий олень поширений від півдня Канади до Перу і півночі Бразилії. Належить до найпоширеніших видів родини оленевих, пристосувавшись до різних середовищ існування. Цього оленя можна зустріти як у великих лісах Нової Англії, так і в прерії, в болотах Еверглейдс, в напівпустелях Мексики і Аризони. У Південній Америці він населяє тугайні ліси, прибережні чагарникові савани і північні схили Анд, проте відсутній в дощових лісах. У Центральній і Південній Америці білохвостий олень зустрічається, як правило, рідше, ніж у Північній.
Білохвості олені були інтродуковані і в інших частинах світу. У 1950-ті-х роках їх завезли до Фінляндії, звідки вони самостійно поширилися в інші країни Скандинавії. У Чехії також є завезена популяція. Крім того, білохвостий олень є одним із семи видів оленів, які були завезені до Нової Зеландії для полювання.

## Поведінка

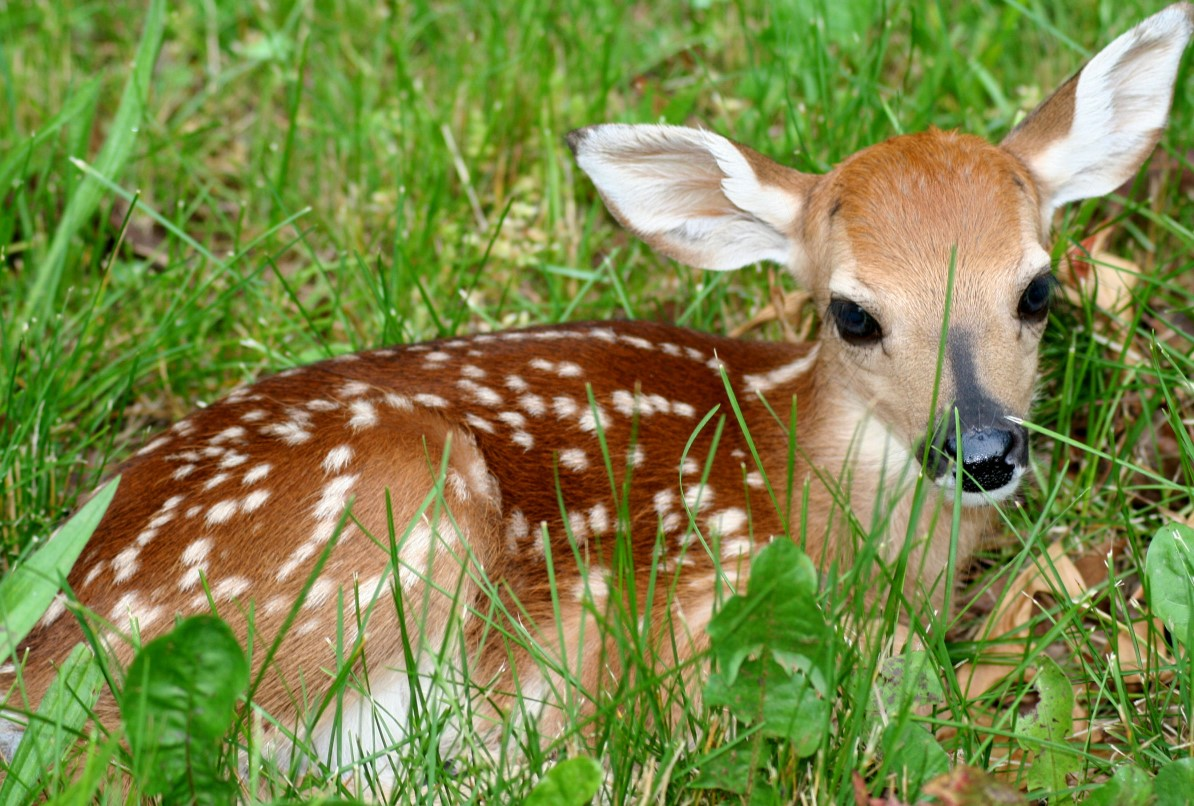
Дитинча в траві

Білохвостий олень веде в цілому скоріше поодинокий спосіб життя, ніж у групі. Однак, поза шлюбних сезонів самки і самці час від часу утворюють неміцні групи. Для спарювання самці знаходять собі окремих самиць і, на відміну від вапіті, не намагаються стати господарем гарему. Після 200-денної вагітності самиці народжують на світ від одного до двох, зрідка трьох, дитинчат. Як і у багатьох видів, шерсть дитинчат білохвостого оленя після народження всіяна білими плямами.
Білохвостий олень харчується листям, травами, бруньками, ягодами та іншими дикими плодами, а також корою. У нього є безліч ворогів. Крім людини, ними є вовки, пуми, ведмеді і койоти, в Південній Америці також ягуари.

## Дослідження на SARS-CoV-2
У серпні 2021 року було повідомлено, що за результатами досліджень виявлено, що 40 % особин американського білохвостого оленя мають антитіла до вірусу SARS-CoV-2. Це перші підтвердження циркуляції цього вірусу в популяціях диких тварин.

## Загрози і захист

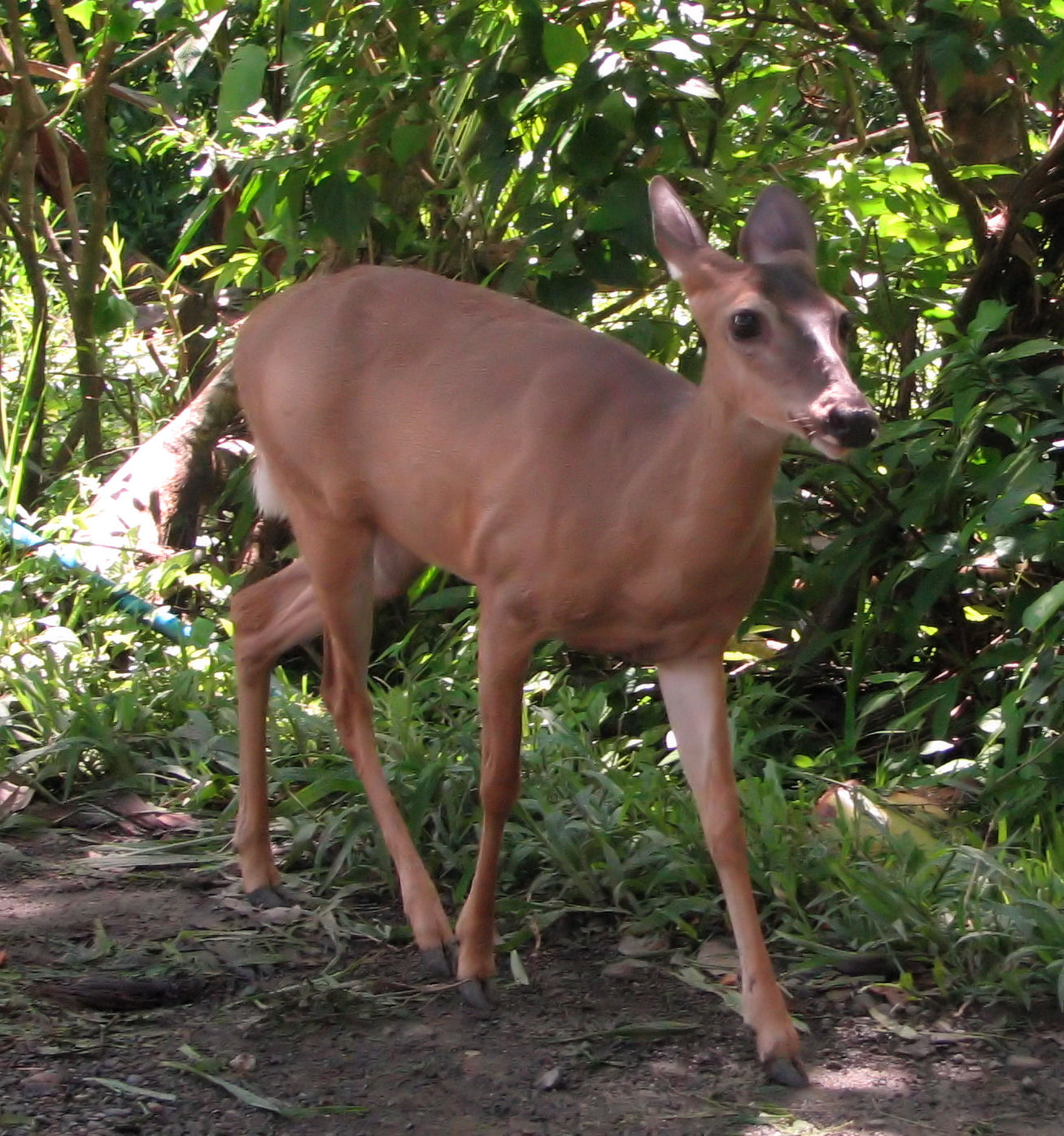
Самиця, Коста-Рика

Перед появою європейців у Північній Америці мешкало за деякими оцінками близько 40 мільйонів білохвостих оленів. На них полювали індіанці, що однак не мало впливу на чисельність популяцій. Колоністи почали полювати на оленів через їхні шкіри, а також просто для розваги. До 1900 року чисельність білохвостого оленя різко скоротилася, поки не досягла всього 500 тисяч особин. Відтоді обмеження полювання призвели до значного поліпшення, проте ситуація все ще сильно відрізняється залежно від регіону. У деяких регіонах, наприклад прилеглих до Великих озер, білохвості олені зустрічаються так само часто, як і раніше. У цілому, популяція цього виду в США оцінюється в 14 мільйонів особин.
Деякі підвиди вважаються такими, що майже вимерли, вони внесені до Червоного списку МСОП. До них належать
- Рифовий олень (лат. Odocoileus virginianus clavium), що мешкають на островах Флорида-Кіш. Це найдрібніший підвид білохвостого оленя. Через інтенсивне полювання в 1945 році залишилося лише 26 особин. Масштабні заходи щодо захисту цих тварин дозволили чисельності зрости до 300 особин в наші дні, однак на островах посилюється туризм, що дає привід для занепокоєння. Майже всі рифові олені живуть на островах No Name Key і Big Pine Key. Іноді олені досягають вплав і сусідні острови, проте відсутність там питної води змушує їх повертатися. МСОП оцінює цей підвид як сильно загрозливий.
- Колумбійський білохвостий олень (лат. Odocoileus virginianus leucurus), названий на честь річки Колумбія в штатах Вашингтон і Орегон. Його чисельність внаслідок руйнування людиною життєвого простору тимчасово впала до 400 особин. Сьогодні існують 3000 цих тварин, через що Служба рибних ресурсів та дикої природи США в 2003 році вирішила викреслити колумбійського білохвостого оленя зі списку загрозливих тварин. У МСОП цей підвид оцінюється як мало загрозливий.

## Різне
Найближчим родичем білохвостого оленя є Олень чорнохвостий. Обидва види можуть давати плідне потомство і іноді можна зустріти гібридів обох видів.
- див. гібриди ссавців